# Blokhus
Blokhus är en badort i Vendsyssel med drygt 500 invånare vid Skagerrak. Orten ligger i Jammerbugts kommun i Region Nordjylland. Blokhus hette ursprungligen Hune Hvarre. Blokhus var tidigare en lastageplats för skuthandeln med Norge på den grunda västjylländska stranden.
Blokhus var under 1600-talet och fram till 1800-talet en sjöfartsort, som huvudsakligen livnärde sig på skuthandeln över Skagerrak med Vestlandet i södra Norge. Skuthandeln har rötter långt tillbaka, men med Plakat af 4 Sept. 1680 gavs officiellt tillstånd för invånarna i Klitmøller, Blokhus, Lønstrup och Løkken att till Norge exportera spannmål, smör och andra livsmedel och från Norge införa trävaror och metall, mot att betala tull. År 1682 fanns i Blokhus 15 jordbruksegendomar. År 1801 hade orten 115 invånare och 1880 151.
Redan 1844 hade skeppshandlaren J.C.B. Klitgaard öppnat ett pensionat i Blokhus, som senare blev Hotel Nordsøen. Turistverksamheten tog fart efter det att författaren Meïr Aron Goldschmidt tillbringat ferier där 1865 och skrivit resedagboken Dagbog fra en Rejse på Vestkysten af Vendsyssel og Thy. Landskapsmålaren Axel P. Jensen (1885–1972) tillbringade mycket tid i Blokhus och målade naturen runt omkring.
Till en början skedde bad i havet från badvagnar i strandkanten, men så småningom från den öppna stranden. Badvagnarna ersattes efter hand av badhytter på stranden för omklädsel och viste. Numera ställs varje år ut mellan 1 maj och 30 september på badstranden 47 vita badhytter.
Vid Blokhus finns den 642 hektar stora Blokhus Klitplantage, som förvaltas av Naturstyrelsen Vendsyssel.

## Blokhus Redningsstation
Blokhus Redningsstation grundades 1852 och var utrustad med både båt och raketapparat. Den hade tolv sjöräddare och fyra i reserv. Båthuset byggdes om 1887, då det fick skiffertak.
Räddningsstationen togs bort av den tyska ockupationsmakten under andra världskriget, eftersom den stod i vägen för en kanon, varpå räddingsbåten sändes till Köpenhamn. En rekonstruktion av Blokhus Redningsstation uppfördes 2009, som är försett med stråtak som det ursprungliga båthuset.
Själva verksamheten lades ned 1951.

## Bildgalleri

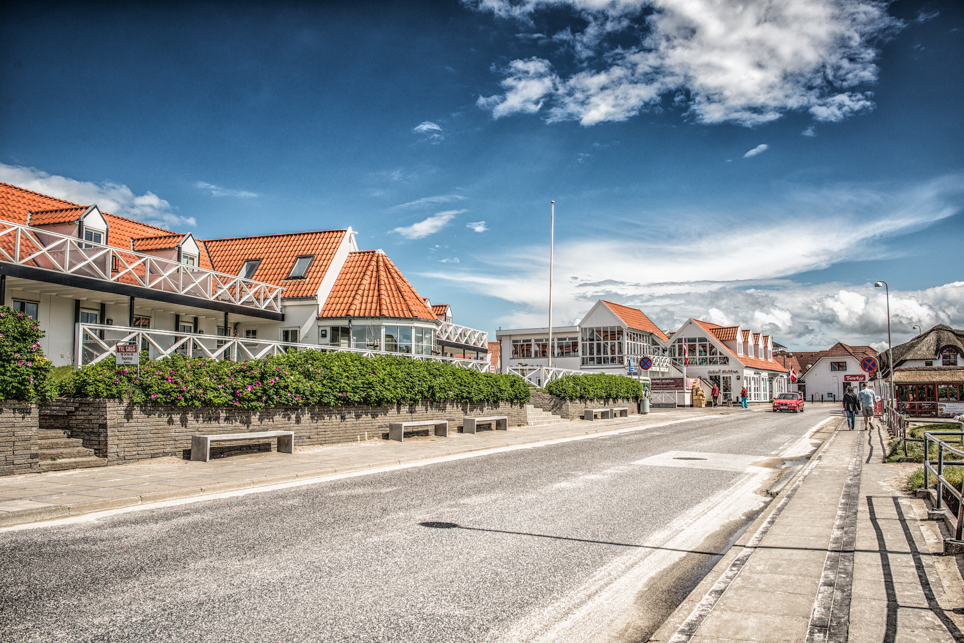
Strandvejen
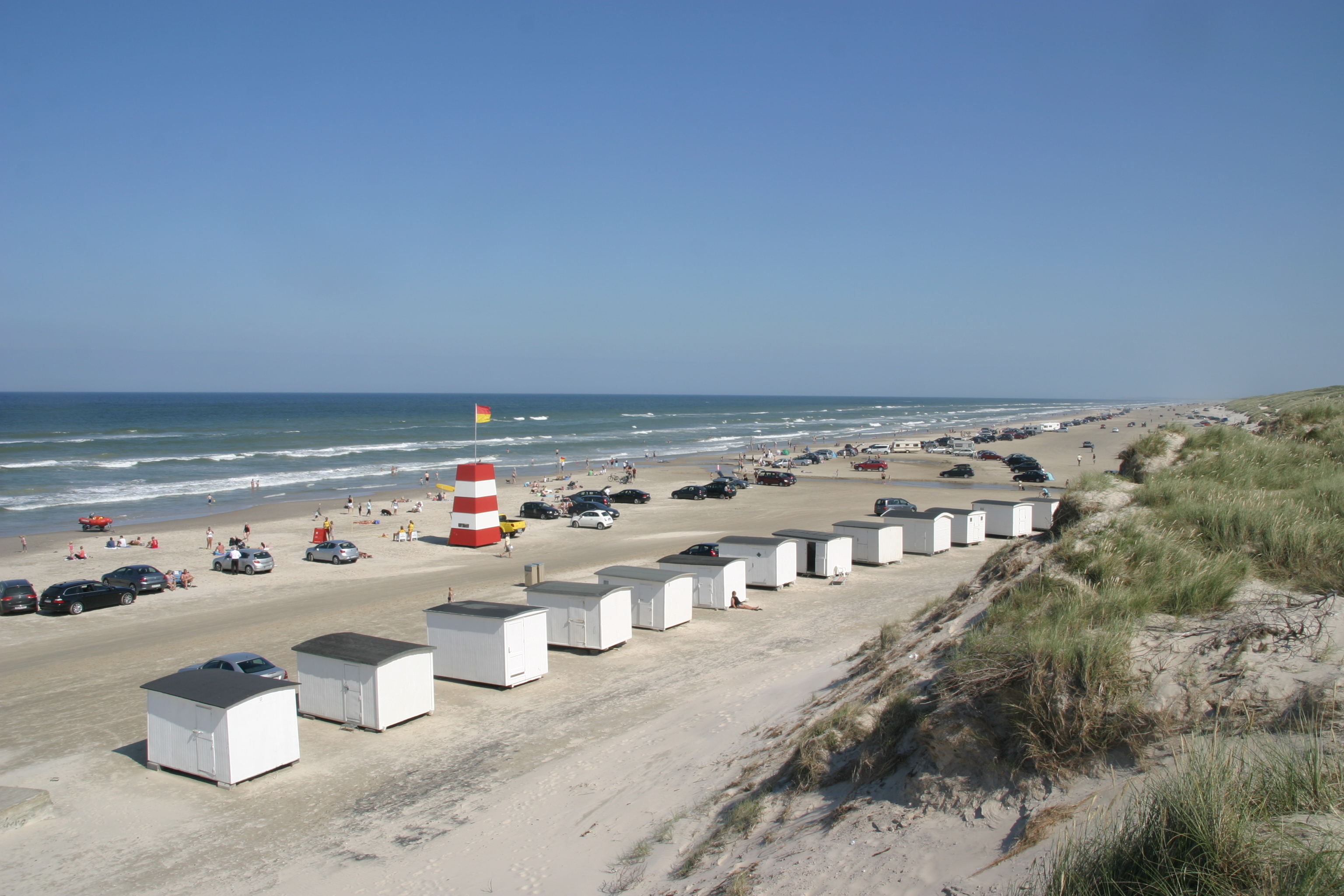
Badhytter på stranden
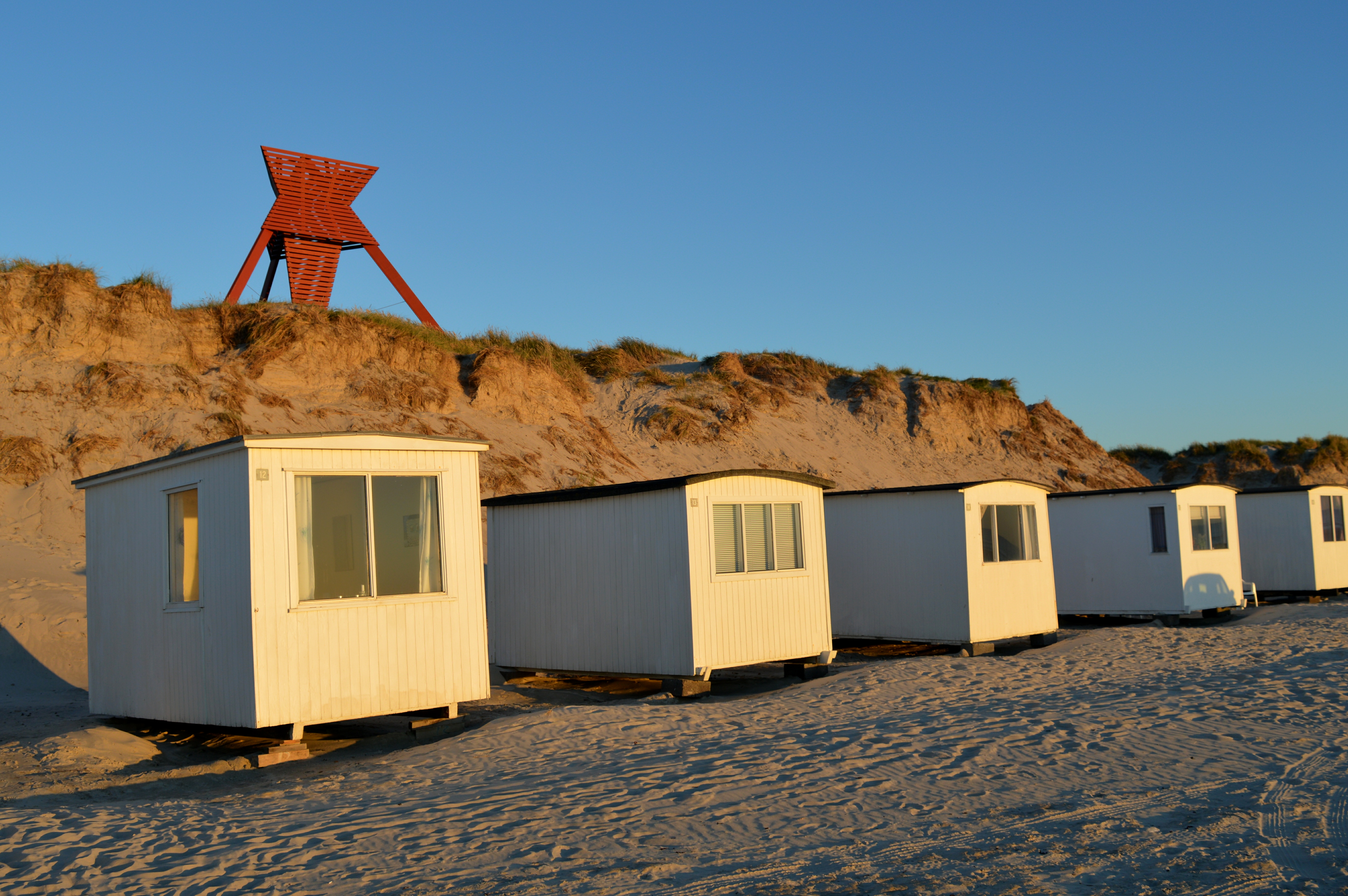
Badhytter
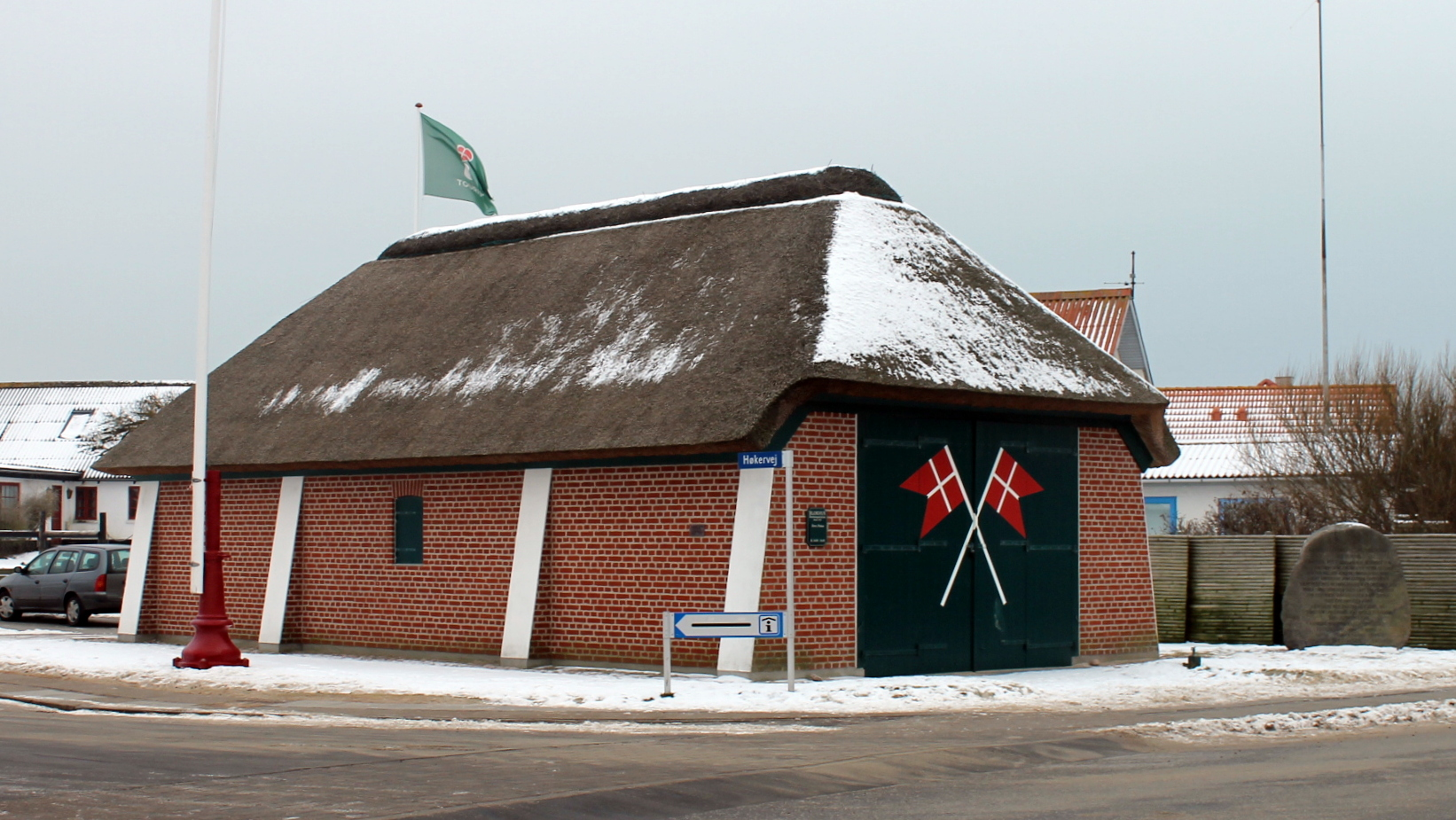
Blokhus Redningsstation